# Manfred Schulz (Soziologe)
Manfred Schulz (* 10. Mai 1938; † 13. April 2022) war ein deutscher Soziologe.

## Leben
Er wurde 1972 an der FU Berlin promoviert und wurde ebendort 1978 habilitiert. Er wurde 1978 an die Freie Universität Berlin auf die Professur für die Soziologie der Entwicklungsländer unter besonderer Berücksichtigung Afrikas südlich der Sahara berufen, die er bis zu seinem Eintritt in den Ruhestand 2003 innehatte.

## Schriften (Auswahl)
- Landwirtschaftliche Neuerungsverbreitung an der Elfenbeinküste. Über den Einfluss der Förderungseinrichtungen und sozialer Strukturen auf das Neuerungsverhalten ivorischer Bauern. Saarbrücken 1973, OCLC 831051095.
- mit Volker Lühr: Entwicklungssoziologisches Studium und entwicklungspolitische Praxis. Zum beruflichen Verbleib von Studierenden 1965–1989. Saarbrücken 1991, ISBN 3-88156-499-3.
- Berlin-Dahlem. Die Schwendenerstraße im Spiegel der Zeiten. Berlin 2013, ISBN 978-3-929619-72-0.